# Napule ca se ne va
"Napule ca se ne va" è una canzone classica napoletana scritta nel 1919 dal poeta Ernesto Murolo, e musicata da Ernesto Tagliaferri.

## Vari interpreti
- 1953, Giacomo Rondinella
- 1954, Sergio Bruni
- 1958, Roberto Murolo nel singolo Napule Ca Se Ne Va / Serenata Napulitana
- 1972, Salvatore Gambardella
- 1989, Massimo Ranieri (1972) nell'album 'O surdato 'nnammurato
- 1989, Mirna Doris (1989)
- 2005, Mario Merola, nell'album Napule ca se ne va

altre versioni
- Giulietta Sacco
- Pippo Noviello